# KHL Zagreb
Le KHL Zagreb est un club de hockey sur glace de Zagreb en Croatie. Il évolue dans le championnat de Croatie.

## Historique
Le club est créé en 1982 en tant que Škola hokeja na ledu Novi Zagreb. Le 25 juin 1991, à la suite des premières élections multipartites de Croatie en 1990, la Croatie déclare son indépendance et un nouveau championnat de hockey sur glace est mis en place. Trois équipes font partie de la compétition qui voit la victoire du club du HK Zagreb, sur les deux autres équipes, également de Zagreb. Une nouvelle équipe rejoint le championnat pour la saison 1992-1993. Le HK termine en tête de la saison puis remporte les séries éliminatoires en battant le KHL Mladost Zagreb en finale sur le score de 8-0, 9-1 puis 12-0. La saison 1993-1994 voit une nouvelle victoire en finale des séries du HK Zagreb contre le KHL Medveščak.
Le KHL Medveščak  décroche son premier titre de champion de Croatie en 1994-1995, aux dépens du HK qui est disqualifié de la finale pour avoir fait participer des joueurs slovaques non-qualifiés dans son équipe.

## Statistiques par saison
| Saison    | PJ | V  | D | N | BP  | BC | Pts | Classement | Séries éliminatoires             |
| --------- | -- | -- | - | - | --- | -- | --- | ---------- | -------------------------------- |
| 1991-1992 | 6  | 6  | 0 | 0 | 56  | 8  | 12  | Premiers   | Pas de séries                    |
| 1992-1993 | 15 | 13 | 1 | 0 | 159 | 21 | 26  | Premiers   | Victoire en finale               |
| 1993-1994 | 13 | 10 | 2 | 1 | 88  | 32 | 21  | Premiers   | Victoire en finale               |
| 1994-1995 | 10 | 9  | 0 | 1 | 74  | 15 | 19  | Premiers   | Défaite en finale sur tapis vert |
| 1995-1996 | 15 | 11 | 4 | 0 | 108 | 33 | 22  | Deuxièmes  | Victoire en finale               |
| 1996-1997 | 12 | 6  | 2 | 3 | 103 | 38 | 16  | Deuxièmes  | Défaite en finale                |
| 1997-1998 | 12 | 5  | 7 | 0 | 68  | 65 | 10  | Troisièmes | Troisième place                  |
| 1998-1999 | 9  | 6  | 3 | 0 | 49  | 32 | 12  | Deuxièmes  | Défaite en finale                |
| 1999-2000 | 12 | 8  | 3 | 1 | 70  | 43 | 17  | Deuxièmes  | Défaite en finale                |
| 2000-2001 | 12 | 9  | 3 | 0 | 129 | 38 | 18  | Deuxièmes  | Défaite en finale                |
| 2001-2002 | 12 | 10 | 2 | 0 | 146 | 28 | 20  | Deuxièmes  | Défaite en finale                |

## Palmarès
- Champion de Croatie : 1992, 1993, 1994 et 1996.